# Baroness
Baroness – amerykański zespół heavymetalowy z Savannah w stanie Georgia, którego członkowie pochodzą z Lexington, w stanie Wirginia. Od 2017 roku grupę tworzą John Baizley (gitara, wokal prowadzący), Gina Gleason (gitara, wokal wspierający), Nick Jost (gitara basowa) oraz Sebastian Thomson (perkusja). Do 2015 roku grupa wydała m.in. cztery albumy studyjne. Ostatni, zatytułowany Purple odniósł prawdopodobnie największy sukces komercyjny w historii działalności zespołu. Nagrania trafiły na listy przebojów m.in. w Stanach Zjednoczonych, Niemczech, Szwajcarii i Wielkiej Brytanii.

## Historia

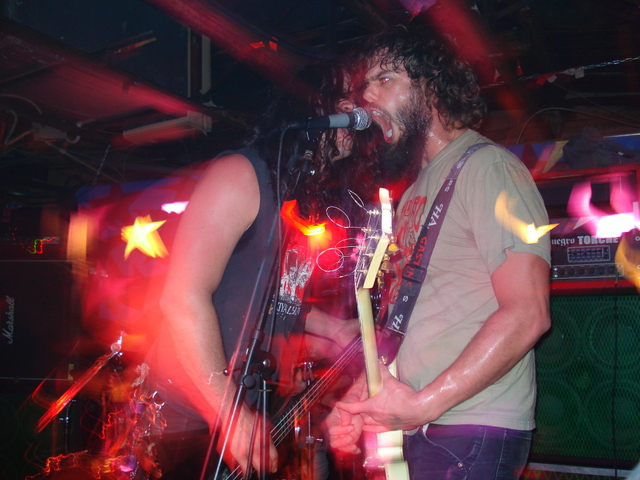
John Baizley i Summer Welch, 2007

Grupa powstała w 2003 roku z inicjatywy byłych członków punkowego zespołu Johnny Welfare and the Paychecks. Pierwszy skład utworzyli wokalista i gitarzysta John Baizley, także autor okładek zespołu, perkusista Allen Blickle, basista Summer Welch oraz gitarzysta Tim Loose. Formacja zadebiutowała minialbumem pt. First, który trafił do sprzedaży 3 sierpnia 2004 roku nakładem Hyperrealist Records. 5 września 2005 roku ukazał się kolejny minialbum kwartetu pt. Second. Pod koniec roku grupa dała szereg koncertów w Wielkiej Brytanii u boku Capricorns.
Pod koniec 2006 roku formacja odbyła europejską trasę koncertową wraz z Torche. Muzycy wystąpili m.in. we Włoszech, Hiszpanii i Francji. 2 lipca 2007 roku ukazał się split Baroness z grupą Unpersons pt. A Grey Sigh in a Flower Husk. Wcześniej grupa podpisała nowy kontrakt wydawniczy z wytwórnią muzyczną Relapse Records. 10 września tego samego roku ukazał się pierwszy album długogrający formacji Red Album. Materiał był promowany teledyskiem do utworu "Wanderlust". W kwietniu 2008 roku muzycy otrzymali nominację do nagrody Metal Hammer Golden Gods w kategorii Incoming! Best Band. Wcześniej zespół udał się w trasę koncertową wraz z formacją Kylesa. Następnie kwartet koncertował w USA wraz z Genghis Tron i The Red Chord.
13 października 2008 roku ukazał się drugi album Baroness pt. Blue Record. Płyta promowana wideoklipem do utworu "A Horse Called Golgotha" dotarła do 117. miejsca listy Billboard 200 w Stanach Zjednoczonych. Rok później zespół dał szereg koncertów w Stanach Zjednoczonych i Europie, m.in. w ramach Asymmetry Festival w Polsce. Na początku 2010 roku grupa wzięła udział w objazdowym festiwalu Soundwave w Australii, gdzie wystąpiła m.in. wraz z Faith No More i A Day to Remember. Natomiast w marcu grupa otrzymała nominację do nagrody Metal Hammer Golden Gods w kategorii Breakthrough Artist. W kwietniu 2012 roku grupę opuścił Summer Welch, w którego miejsce został zatrudniony Matt Maggioni. 16 lipca, także 2012 roku został wydany trzeci album studyjny formacji zatytułowany Yellow & Green. Wydawnictwo promował teledysk do piosenki "Take My Bones Away".
15 sierpnia 2012 roku muzycy uczestniczyli w wypadku samochodowym w trakcie tasy koncertowej w Wielkiej Brytanii. Autobus zespołu spadł z wiaduktu w okolicach Bath w Anglii. Dziewięć osób, w tym członkowie grupy w wyniku odniesionych obrażeń zostali hospitalizowani. Na początku 2013 roku Allen Blickle i Matt Maggioni opuścili zespół, borykając się z problemami zdrowotnymi będące efektem wcześniejszego wypadku. Blickle'a zastąpił Sebastian Thomson, znany z występów w formacji Trans Am. Natomiast nowym basistą został Nick Jost. 23 lipca 2013 roku ukazał się pierwszy album koncertowy grupy pt. Live at Maida Vale. 18 grudnia 2015 roku ukazał się czwarty album zespołu pt. Purple. W ramach promocji do pochodzących z płyty utworów "Chlorine & Wine" i "Try To Disappear" zostały zrealizowane wideoklipy, które wyreżyserował Jimmy Hubbard.

## Muzycy

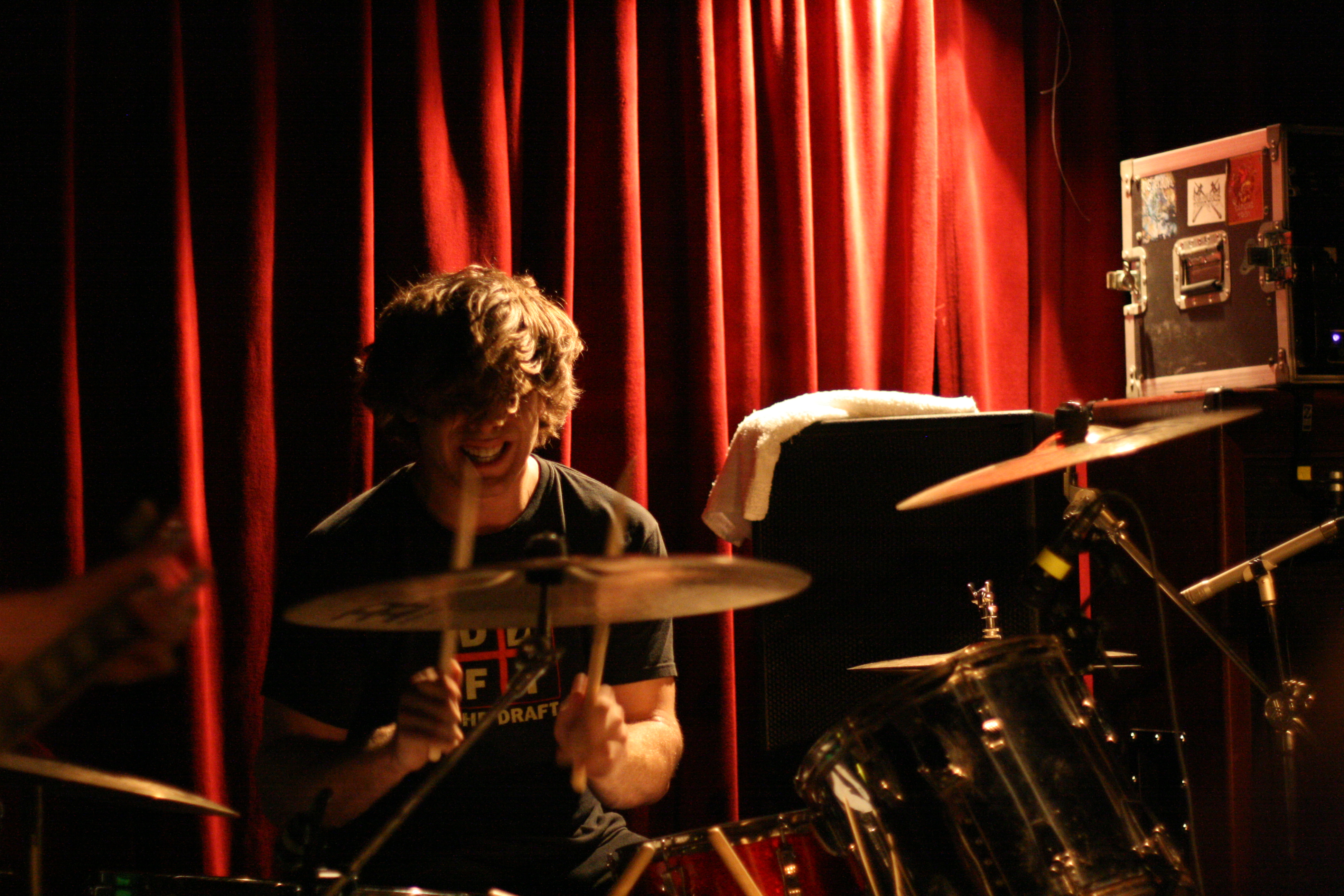
Allen Blickle, 2008

| Obecny skład zespołu - John Baizley – gitara, wokal prowadzący (od 2003) - Gina Gleason – gitara, wokal wspierający (od 2017) - Nick Jost – gitara basowa (od 2013) - Sebastian Thomson – perkusja (od 2013) |  | Byli członkowie zespołu - Allen Blickle – perkusja (2003–2013) - Summer Welch – gitara basowa (2003–2012) - Tim Loose – gitara (2003–2005) - Brian Blickle – gitara (2006–2008) - Peter Adams – gitara, wokal wspierający (2008–2017) - Matt Maggioni – gitara basowa (2012–2013) |

## Dyskografia
Albumy studyjne
| Red Album                               | - Data: 10 września 2007 - Wydawca: Relapse Records     | –   | –  | –   | –  | –  | –  | –  |                 |
| Blue Record                             | - Data: 13 października 2009 - Wydawca: Relapse Records | 117 | –  | –   | –  | –  | –  | –  | - USA: 25 tys.+ |
| Yellow & Green                          | - Data: 16 lipca 2012 - Wydawca: Relapse Records        | 30  | –  | 85  | 52 | 66 | 13 | –  | - USA: 20 tys.+ |
| Purple                                  | - Data: 18 grudnia 2015 - Wydawca: Abraxan Hymns        | 70  | 96 | 106 | 75 | 88 | 64 | 36 | - USA: 25 tys.+ |
| Gold & Grey                             | - Data: 14 czerwca 2019 - Wydawca: Abraxan Hymns        |     |    |     |    |    |    |    |                 |
| „–” oznacza, że album nie był notowany. |                                                         |     |    |     |    |    |    |    |                 |

Albumy koncertowe
| Tytuł              | Dane dot. albumu                                 |
| ------------------ | ------------------------------------------------ |
| Live at Maida Vale | - Data: 23 lipca 2013 - Wydawca: Relapse Records |

Minialbumy
| Tytuł  | Dane dot. albumu                                        |
| ------ | ------------------------------------------------------- |
| First  | - Data: 3 sierpnia 2004 - Wydawca: Hyperrealist Records |
| Second | - Data: 5 września 2005 - Wydawca: Hyperrealist Records |

Splity
| Tytuł                                            | Dane dot. albumu                                     |
| ------------------------------------------------ | ---------------------------------------------------- |
| A Grey Sigh in a Flower Husk (split z Unpersons) | - Data: 2 lipca 2007 - Wydawca: Hyperrealist Records |
| High On Fire / Coliseum / Baroness               | - Data: 2007 - Wydawca: Relapse Records              |

## Teledyski

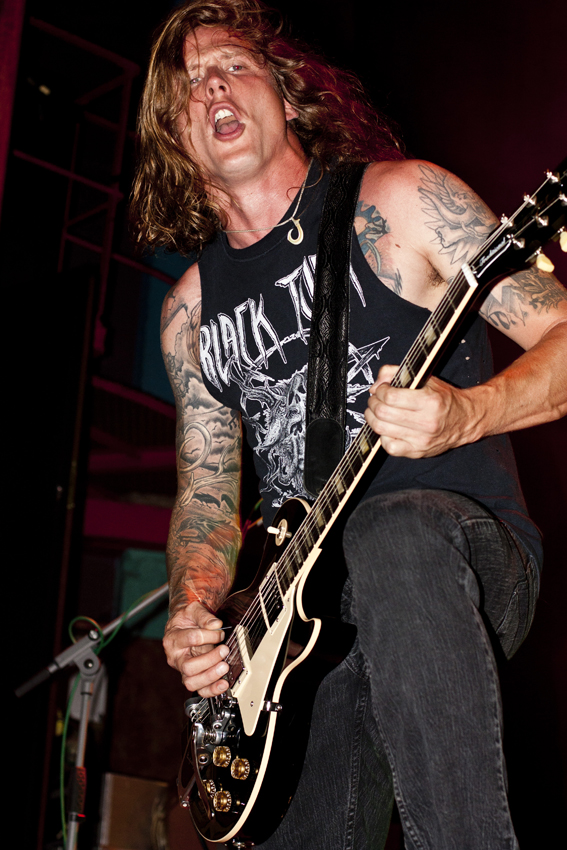
Peter Adams, 2012

| Tytuł                     | Rok  | Reżyseria               | Album          | Źródło |
| ------------------------- | ---- | ----------------------- | -------------- | ------ |
| "Wanderlust"              | 2007 | Joshua Green            | Red Album      | [ 9 ]  |
| "A Horse Called Golgotha" | 2009 | Joshua Green            | Blue Record    | [ 13 ] |
| "Take My Bones Away"      | 2012 | Jimmy Hubbard           | Yellow & Green | [ 17 ] |
| "Chlorine & Wine"         | 2015 | Jimmy Hubbard           | Purple         | [ 27 ] |
| "Try To Disappear"        | 2016 | Jimmy Hubbard           | Purple         | [ 28 ] |
| "Shock Me"                | 2016 | Don Tyler, John Baizley | Purple         | [ 40 ] |

## Nagrody i wyróżnienia
| Rok  | Kategoria              | Tytułem    | Nagroda                         | Nota      | Źródło |
| ---- | ---------------------- | ---------- | ------------------------------- | --------- | ------ |
| 2008 | Incoming! Best Band    | Baroness   | Metal Hammer Golden Gods Awards | Nominacja | [ 10 ] |
| 2010 | Breakthrough Artist    | Baroness   | Metal Hammer Golden Gods Awards | Nominacja | [ 14 ] |
| 2016 | Best Album             | Purple     | Kerrang! Awards                 | Nominacja | [ 41 ] |
| 2017 | Best Metal Performance | "Shock Me" | Grammy                          | Nominacja | [ 42 ] |